# Tatiana Urrutia
Tatiana Karina Urrutia Herrera (17 de septiembre de 1982) es una política y feminista chilena. En 2021 fue elegida convencional constituyente en las Elecciones de convencionales constituyentes de Chile de 2021 por el distrito 8.

## Biografía
Vive en Maipú, es activista feminista, tiene administración pública, pero tuvo que postergarlos debido a la maternidad. Es madre de dos adolescentes.

## Carrera política
Es una de las miembros fundadores y militante del partido Revolución Democrática, siendo la primera coordinadora de Acción Política del partido.
Ha participado en actividades sociales en Maipú como la Coordinadora Somos Marea, Movimiento Marca AC, Unidad Social y coordinando el Comando por el Apruebo “Que Chile Decida” en Maipú.
En abril de 2018 asume como coordinadora del territorial del partido político en la comuna de Maipú.
En septiembre de 2019 es postulada como candidata a concejal por la comuna de Maipú. En ese entonces trabajaba en la diputación de Pablo Vidal. Sin embargo, en diciembre de 2020 es presentada por el partido como uno de los candidatos a Convencional Constituyente.
En mayo de 2021 es electa como convencional constituyente en las elecciones de convencionales constituyentes de Chile de 2021 por el distrito 8 (Maipú, Pudahuel, Cerrillos, Estación Central, Quilicura, Colina, Lampa y Tiltil).

## Historial electoral

### Elecciones de convencionales constituyentes de 2021
- Elecciones de convencionales constituyentes de 2021, para convencional constituyente por el Distrito 8 (Maipú, Pudahuel, Cerrillos, Estación Central, Quilicura, Colina, Lampa y Tiltil)[8]

| Candidato                        | Pacto                                 | Partido | Votos   | %     | Resultados                 |
| -------------------------------- | ------------------------------------- | ------- | ------- | ----- | -------------------------- |
| Daniel Stingo Camus              | Apruebo Dignidad                      | ILYQ    | 111.482 | 24.65 | Convencional Constituyente |
| Bernardo De La Maza Bañados      | Vamos por Chile                       | ILXP    | 28.294  | 6.3   | Convencional Constituyente |
| Marco Antonio Arellano Ortega    | La Lista del Pueblo                   | ILZN    | 20.345  | 4.50  | Convencional Constituyente |
| María Magdalena Rivera Iribarren | La Lista del Pueblo                   | ILZN    | 18.671  | 4.13  | Convencional Constituyente |
| Karen Orellana Sullivan          | La Lista del Pueblo                   | ILZN    | 13.090  | 2.89  |                            |
| Mario Aguilar Arévalo            | Independientes y Movimientos Sociales | ILYU    | 12.108  | 2.68  |                            |
| Francisco Reyes Morandé          | Lista del Apruebo                     | ILYB    | 11.653  | 2.6   |                            |
| Claudia Figueroa Sepúlveda       | La Lista del Pueblo                   | ILZN    | 11.513  | 2.5   |                            |
| Valentina Miranda Arce           | Apruebo Dignidad                      | PCCh    | 10.922  | 2.42  | Convencional Constituyente |
| Bessy Gallardo Prado             | Lista del Apruebo                     | ILYB    | 9.596   | 2.12  | Convencional Constituyente |
| Tatiana Urrutia Herrera          | Apruebo Dignidad                      | RD      | 4.448   | 0.98  | Convencional Constituyente |
| Andrés Giordano Salazar          | Apruebo Dignidad                      | ILYQ    | 3.314   | 0.73  |                            |